# Classe Newport

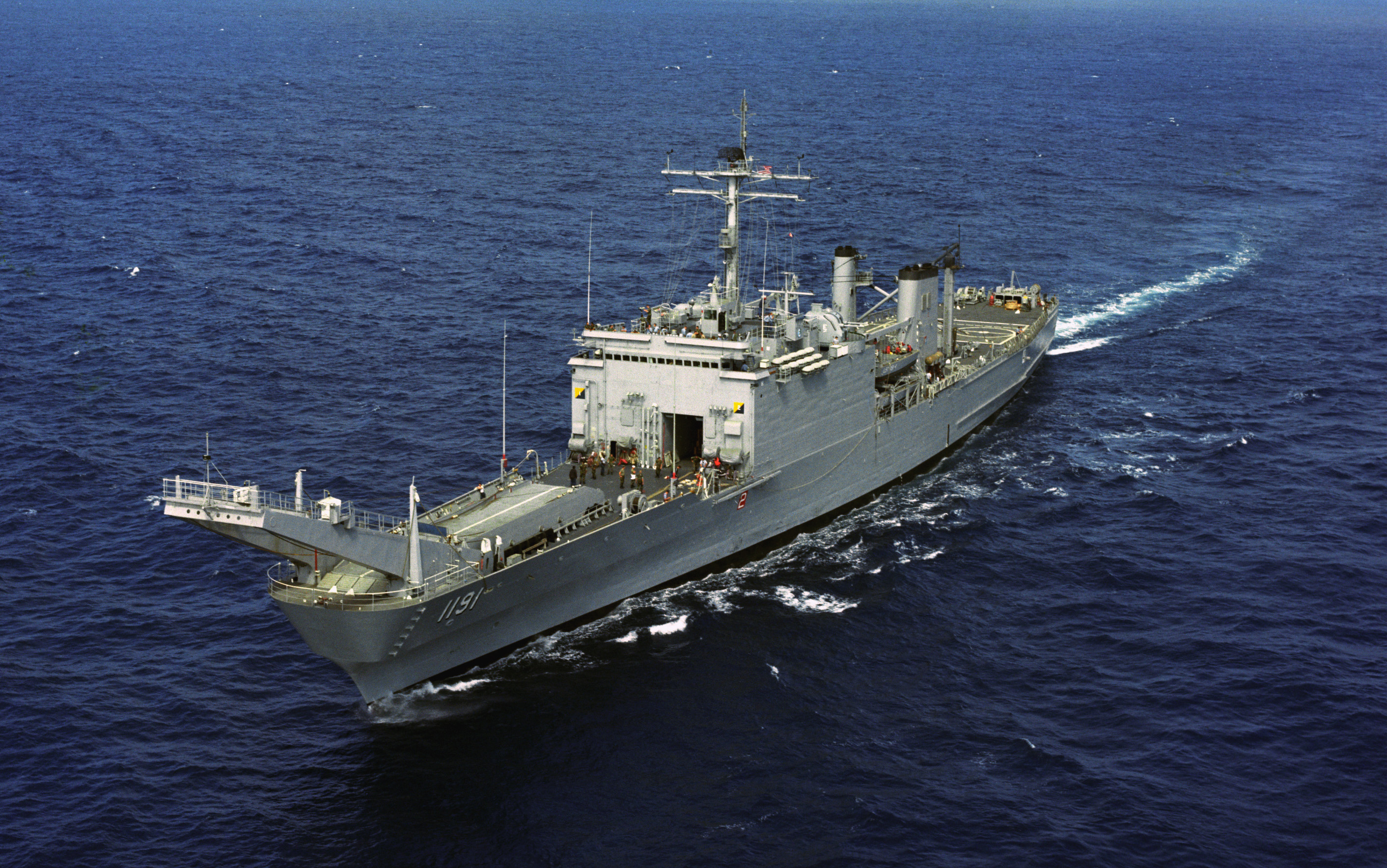
USS Racine

A Classe Newport é uma classe estadunidense de navios especialmente projetados para transportar e desembarcar veículos de combate diretamente nas praias. Em uma operação anfíbia, isso torna a operação mais rápida e elimina a necessidade de embarcações menores, possibilitando ao Corpo de Fuzileiros Navais meios mais eficientes para defender a posição (cabeça de praia) e realizar as demais incursões planejadas. 
O objetivo do projeto da Classe Newport era produzir uma embarcação flexível, capaz de apoiar todo o tipo de operações anfíbias, sofrendo apenas com a pequena plataforma que recebeu para helicópteros.
Foi especialmente projetado para o transporte de veículos, que podem ser acomodados tanto no convés principal quanto no tank deck. Tem capacidade para desembarcar veículos diretamente na praia pela rampa frontal, e também pode lançar à água, pela rampa de popa, tanto embarcações de desembarque quanto Carros de Lagarta Anfíbios (CLAnf).
O Brasil adquiriu uma unidade desta classe, o USS Cayuga, em 1994. Na Marinha do Brasil, foi renomeado NDCC Mattoso Maia.

## Lista de navios
- USS Newport (LST-1179), vendido para o México, agora denominado "Papaloapan" (ARM A-411).
- USS Manitowac (LST-1180)
- USS Sumter (LST-1181)
- USS Fresno (LST-1182)
- USS Peoria (LST-1183)
- USS Frederick (LST-1184), vendido para o México, agora denominado Usumacinta (ARM A-412)
- USS Schenectady (LST-1185)
- USS Cayuga (LST-1186), vendido para o Brasil, agora denominado NDCC Mattoso Maia (G-28). Descomissionado no dia 7 de dezembro de 2023.[1]
- USS Tuscaloosa (LST-1187)
- USS Saginaw (LST-1188), vendido para a Austrália, agora denominado HMAS Kanimbla (L-51)
- USS San Bernardino (LST-1189)
- USS Boulder County (LST-1190)
- USS Racine (LST-1191)
- USS Spartanburg County (LST-1192), vendido para a Malásia, agora denominado KD Sri Inderapura
- USS Fairfax County (LST-1193), vendido para a Austrália, agora denominado HMAS Manoora (L-52)
- USS La Moure County (LST-1194)
- USS Barbour County (LST-1195)
- USS Harlan County (LST-1196), vendido para a Espanha, agora denominado L-42 Pizarro
- USS Barnstable County (LST-1197), vendido para a Espanha, agora denominado L-41 Hernán Cortés
- USS Bristol County (LST-1198), vendido para a Marrocos, agora denominado 407 Sidi Mohammed Ben Abdallah

1. ↑  Defesa, Redação Forças de (4 de novembro de 2023). «Marinha dá baixa no Navio de Desembarque de Carros de Combate (NDCC) 'Mattoso Maia' – G28». Poder Naval. Consultado em 14 de janeiro de 2024